# Орешец (Костурско)
Орешец или Орешче (изписване до 1945 година: Орѣшецъ или Орѣшче) е бивше село в Егейска Македония, Гърция, на територията на дем Нестрам (Несторио), област Западна Македония.

## География
Селото е било разположено в областта Нестрамкол, на 24 километра югозападно от Костур и на 2 km югозападно от Нестрам (Несторио), в югоизточните склонове на планината Гълъмбица, над река Бистрица (Белица).

## История
В XV век в Юкару Орешица, спадащо към Костур, са отбелязани поименно 40 глави на домакинства.
Около 1770 или в 1791 година много жители на костурските села Слимница и Омотско, както и на Орешец се изселват в Брацигово поради притеснения от страна на албанското население. Омотчени, слимничени и орешчени пристигат в Пещера с цялото си движимо имущество и добитък и започват да обикалят околните села Брацигово, Козарско, Кричим и Перущица, за да си намерят място за заселване. Слимничени са бичкиджии, омотчени – дюлгери, а орешчени – занаятчии: бояджии, сапунджии, шарлаганджии, бъчвари и джамбази. Заселват се в Брацигово, където няма турци. Девет слимничани се заселват в Перущица, част от омотчани – в Козарско и част от омотчани и орешчани остават в Пещера, където образуват горната Габер махала. Наследственият аянин на Татарпазарджишка каза Хасан бей Гаванозоолу им позволява да се заселят в Брацигово и да избегнат задължителната за българчетата работа на чалтиците в замяна на ежегодна дюлгерска работа на седемте му чифлика. В Брацигово омотчани, най-многочислени от преселниците, се заселват в северната част на селото и образуват Омотската махала. Слимничани се установяват в източната, а орешчени, най-малобройните, по средата на селото.
От Орешче произлизат брациговските родове Драгови, Велчеви, Ставреви, Златкови, Барбови, Анастасови, Бъндеви, Василеви, Тилеви, Баджарови, Клянчеви, Гилини, Бозови. Оттук са видните майстори Петко Боз и Клянчо, които вземат участие при възобновяването на Рилския манастир в 1816 година.
Самото Орешец след изселването изчезва. Според Боривое Милоевич („Южна Македония“) Орешац е било близо до Нестрам и е имало 15-20 къщи.
На картата на австро-унгарския генерален щаб частта от планината Гълъмбица северно над Нестрам е обозначена като Орошец (Orošec).

## Личности
Родени в Орешец
- Анастас (около 1751 - ?), български майстор строител, преселил се в Брацигово през 1791 г., участвал в реконструкцията на Рилския манастир в 1816 - 1819 г.[2]
- Анго (около 1746 - ?), български майстор строител, преселил се в Брацигово през 1791 г., участвал в реконструкцията на Рилския манастир в 1816 - 1819 г.[2]
- Анго Гиливичин (около 1761 - ?), български строител, преселил се в Брацигово през 1791 г., представител на Брациговската архитектурно-строителна школа[2]
- Баджо (около 1761 - ?), български майстор строител, преселил се в Брацигово през 1791 г., участвал в реконструкцията на Рилския манастир в 1816 - 1819 г.[2]
- Барба (около 1746 - ?), български майстор строител, преселил се в Брацигово през 1791 г., участвал в реконструкцията на Рилския манастир в 1816 - 1819 г.[2]
- Благо (около 1756 - ?), български строител, преселил се в Брацигово през 1791 г., представител на Брациговската архитектурно-строителна школа[2]
- Бозо (около 1731 - ?), български строител, преселил се в Брацигово през 1791 г., представител на Брациговската архитектурно-строителна школа, участвал в строежа на Мост над река Марица в Пазарджик в 1794 г.[2]
- Бъндьо (около 1756 - ?), български майстор строител, преселил се в Брацигово през 1791 г., участвал в реконструкцията на Рилския манастир в 1816 - 1819 г.[2]
- Драго (около 1711[2] или 1715[11] - ?), български строител, преселил се в Брацигово през 1791 г., представител на Брациговската архитектурно-строителна школа, участвал в строежа на Мост над река Марица в Пазарджик в 1794 г.[2]
- Велчо (около 1731 - ?), български строител, преселил се в Брацигово през 1791 г., представител на Брациговската архитектурно-строителна школа, участвал в строежа на Мост над река Марица в Пазарджик в 1794 г.[2]
- Златен (около 1746 - ?), български майстор строител, преселил се в Брацигово през 1791 г., участвал в реконструкцията на Рилския манастир в 1816 - 1819 г.[2]
- Кара Вълко (около 1756 - ?), български майстор строител, преселил се в Брацигово през 1791 г., участвал в реконструкцията на Рилския манастир в 1816 - 1819 г.[2]
- Кисо (около 1761 - ?), български строител, преселил се в Брацигово през 1791 г., представител на Брациговската архитектурно-строителна школа[2]
- Клянчо (около 1761 - ?), български майстор строител, преселил се в Брацигово през 1791 г., участвал в реконструкцията на Рилския манастир в 1816 - 1819 г.[2]
- Мазньо (около 1756 - ?), български майстор строител, преселил се в Брацигово през 1791 г., участвал в реконструкцията на Рилския манастир в 1816 - 1819 г.[2]
- Никин (около 1761 - ?), български майстор строител, преселил се в Брацигово през 1791 г., участвал в реконструкцията на Рилския манастир в 1816 - 1819 г.[2]
- Пейко (около 1761 - ?), български строител, преселил се в Брацигово през 1791 г., представител на Брациговската архитектурно-строителна школа[2]
- Пейо (около 1741 - ?), български строител, преселил се в Брацигово през 1791 г., представител на Брациговската архитектурно-строителна школа[2]
- Петко Боз (1784 - 1846), български строител, преселил се в Брацигово през 1791 г., представител на Брациговската архитектурно-строителна школа[2]
- Темелко Ставрев (около 1736 - ?), български строител, преселил се в Брацигово през 1791 г., представител на Брациговската архитектурно-строителна школа[2]
- Тильо (около 1761 - ?), български строител, преселил се в Брацигово през 1791 г., представител на Брациговската архитектурно-строителна школа[2]

Свързани с Орешец
- Ангел Драгов (1805 – 1885), български строител, по произход от Орешец
- Васил Петлешков (1845 – 1876), български революционер, по произход от Орешец
- Димитър Гилин (1899 – 1975), български комунист, по произход от Орешец
- Иван Драгов (1810 – 1891), български строител, по произход от Орешец
- Илия Драгов (1852 – 1905), български строител и революционер, опълченец, по произход от Орешец